# Glacier Creek
Pour les articles homonymes, voir Glacier (homonymie).
La Glacier Creek est un cours d'eau américain qui s'écoule dans le comté de Boulder puis de Larimer, dans le Colorado. Elle prend naissance au lac Frozen puis forme successivement le lac Black, les chutes Ribbon, le lac Jewel, le lac Mills et les chutes Alberta avant de recevoir les eaux de la Tyndall Creek. Elle quitte ensuite le parc national de Rocky Mountain avant de se jeter dans la Big Thompson.